# Jagdgeschwader 3
A Jagdgeschwader 3 "Udet" foi uma unidade aerea da Luftwaffe durante a Segunda Guerra mundial, tendo recebido o apelido de Udet (Ernst Udet, ás da Primeira Guerra Mundial).

## Geschwaderkommodoren
| Comandante                  | Data                                          |
| --------------------------- | --------------------------------------------- |
| Obstlt Max Ibel             | 1 de Maio de 1939 - 26 de Setembro de 1939    |
| Obstlt Carl Vieck           | 26 de Setembro de 1939 - 21 de Agosto de 1940 |
| Obstlt Günther Lützow       | 21 de Agosto de 1940 - 11 de Agosto de 1942   |
| Oberst Wolf-Dietrich Wilcke | 12 de Agosto de 1942 - 23 de Março de 1944    |
| Major Friedrich-Karl Müller | 24 de Março de 1944 - 29 de Maio de 1944      |
| Major Heinz Bär             | 1 de Junho de 1944 - 13 de Fevereiro de 1945  |
| Major Werner Schroer        | 14 de Fevereiro de 1945 - 8 de Maio de 1945   |

## Stab
Formado em 1 de Maio de 1939 em Bernburg/Saale a partir do Stab/JG 231.

## I. Gruppe

### Gruppenkommandeure
- Maj Otto Heinrich von Houwald, 1 de Maio de 1939 - 31 de Outubro de 1939
- Hptm Günther Lützow, 3 de Novembro de 1939 - 21 de Agosto de 1940
- Olt Lothar Keller (acting), 24 de Agosto de 1940 - 27 de Agosto de 1940
- Hptm Hans von Hahn, 27 de Agosto de 1940 - 15 de Janeiro de 1942
- Hptm Georg Michalek, 1 de Março de 1942 - Agosto de 1942
- Maj Klaus Quaet-Faslem, 18 de Agosto de 1942 - 30 de Janeiro de 1944
- Olt Helmut Mertens (acting), 2 de Outubro de 1942 - 2 de Novembro de 1942
- Hptm Joachim von Wehren, 1 de Fevereiro de 1944 - 7 de Fevereiro de 1944
- Hptm Josef Haiböck, 8 de Fevereiro de 1944 - 25 de Fevereiro de 1944
- Maj Dr. Langer (acting), 25 de Fevereiro de 1944 - 11 de Abril de 1944
- Hptm Helmut Mertens, 14 de Abril de 1944 - 30 de Junho de 1944
- Hptm Ernst Laube, 1 de Julho de 1944 - 30 de Outubro de 1944
- Hptm Horst Haase, 30 de Outubro de 1944 - 26 de Novembro de 1944
- Hptm Albert Wirges, 27 de Novembro de 1944 - 2 de Dezembro de 1944
- Olt Alfred Siedl, Dezembro de 1944 - 31 de Março de 1945

Formado em 1 de Maio de 1939 em Zerbst a partir do II./JG 231 com:
- Stab I./JG3 a partir do Stab II./JG231
- 1./JG3 a partir do 4./JG231
- 2./JG3 a partir do 5./JG231
- 3./JG3 a partir do 6./JG231

Em 15 de Janeiro de 1942 foi redesignado II./JG 1:
- Stab I./JG3 se tornou Stab II./JG1:
- 1./JG3 se tornou 4./JG1
- 2./JG3 se tornou 5./JG1
- 3./JG3 se tornou 6./JG1

Foi reformado em Janeiro de 1942 em Wiesbaden-Erbenheim com:
- Stab I./JG3 a partir do Stab do Ergänzungsgruppe/JG3
- 1./JG3 a partir do Einsatzstaffel/JG3
- 2./JG3 novo
- 3./JG3 novo

Em 10 de Setembro de 1944 o I./JG3 foi acrescentado ao 4 staffeln:
- 1./JG3 não mudou
- 2./JG3 não mudou
- 3./JG3 não mudou
- 4./JG3 novo

O 4./JG3 foi dispensado em 19 de Fevereiro de 1945 e o I./JG3 foi dispensado em 31 de Março de 1945.

## II. Gruppe

### Gruppenkommandeure
- Hptm Erich von Selle, 1 de Fevereiro de 1940 - 30 de Setembro de 1940
- Hptm Erich Woitke (acting), 1 de Outubro de 1940 - 23 de Novembro de 1940
- Hptm Lothar Keller, 24 de Novembro de 1940 - 26 de Junho de 1941
- Hptm Gordon Gollob, 27 de Junho de 1941 - 20 de Novembro de 1941
- Hptm Karl-Heinz Krahl, 21 de Novembro de 1941 - 14 de Abril de 1942
- Maj Kurt Brändle, 15 de Abril de 1942 - 3 de Novembro de 1943
- Hptm Heinrich Sannemann (acting), 3 de Novembro de 1943 - Novembro de 1943
- Hptm Wilhelm Lemke, Novembro de 1943 - 4 de Dezembro de 1943
- Hptm Heinrich Sannemann (acting), 4 de Dezembro de 1943 - Janeiro de 1944
- Hptm Detlev Rohwer, Fevereiro de 1944 - 30 de Março de 1944
- Hptm Heinrich Sannemann (acting), 30 de Março de 1944 - 22 de Abril de 1944
- Hptm Hermann Freiherr Kap-herr, 22 de Abril de 1944 - 24 de Abril de 1944
- Lt Leopold Münster (acting), 24 de Abril de 1944 - 1 de Maio de 1944
- Hptm Gustav Frielinghaus, 1 de Maio de 1944 - 25 de Junho de 1944
- Hptm Hans-Ekkehard Bob, 25 de Junho de 1944 - Julho de 1944
- Hptm Herbert Kutscha, Julho de 1944 - 25 de Novembro de 1944
- Hptm Gerhard Baeker, 25 de Novembro de 1944 - 8 de Maio de 1945

Formado em 1 de Fevereiro de 1940 em Zerbst com:
- Stab II./JG3 novo
- 4./JG3 novo
- 5./JG3 novo
- 6./JG3 novo

Em 15 de Agosto de 1944 foi acrescentado ao 4 staffeln:
- 5./JG3 não mudou
- 6./JG3 não mudou
- 7./JG3 a partir do antigo 4./JG3
- 8./JG3 a partir do 4./JG 52

Em 25 de Novembro de 1944 o II./JG3 foi redesignado I./JG 7:
- Stab II./JG3 se tornou Stab I./JG7
- 5./JG3 se tornou 1./JG7
- 6./JG3 foi dispensado
- 7./JG3 se tornou 2./JG7
- 8./JG3 se tornou 3./JG7

Reformado em 25 de Novembro de 1944 em Alperstedt a partir do II./JG 7 com:
- Stab II./JG3 a partir do Stab II./JG7
- 5./JG3 a partir do 5./JG7
- 6./JG3 a partir do 6./JG7
- 7./JG3 a partir do 7./JG7
- 8./JG3 a partir do 8./JG7

## III. Gruppe

### Gruppenkommandeure
- Hptm Walter Kienitz, 1 de Março de 1940 - 31 de Agosto de 1940
- Hptm Wilhelm Balthasar, 1 de Setembro de 1940 - 10 de Novembro de 1940
- Hptm Walter Oesau, 11 de Novembro de 1940 - 28 de Julho de 1941
- Hptm Werner Andres, 1 de Agosto de 1941 - 12 de Maio de 1942
- Olt Herbert Kijewski (acting), 1 de Setembro de 1941 - 23 de Novembro de 1941
- Maj Karl-Heinz Greisert, 18 de Maio de 1942 - 22 de Julho de 1942
- Maj Wolfgang Ewald, 23 de Julho de 1942 - 14 de Julho de 1943
- Maj Walther Dahl, 20 de Julho de 1943 - 20 de Maio de 1944
- Maj Karl-Heinz Langer, 21 de Maio de 1944 - 8 de Maio de 1945

Formado em 1 de Março de 1940 em Jena com:
- Stab III./JG3 novo
- 7./JG3 novo
- 8./JG3 novo
- 9./JG3 novo

O 7./JG3 foi temporariamente dispensado entre Agosto de 1942 e Fevereiro de 1943.
Em 15 de Agosto de 1944 foi adicionado ao 4 staffeln:
- 9./JG3 não mudou
- 10./JG3 a partir do antigo 7./JG3
- 11./JG3 a partir do antigo 8./JG3
- 12./JG3 a partir do 7./JG52

O 12./JG3 foi dispensado em 15 de Março de 1945 e o Gruppe tinha apenas 3 staffeln (9. - 11./JG3).

## IV. Gruppe

### Gruppenkommandeure
- Maj Franz Beyer, 1 de Junho de 1943 - 11 de Fevereiro de 1944
- Hptm Heinz Lang (acting), 11 de Fevereiro de 1944 - 26 de Fevereiro de 1944
- Maj Friedrich-Karl Müller, 26 de Fevereiro de 1944 - 11 de Abril de 1944
- Hptm Heinz Lang (acting), 11 de Abril de 1944 - 18 de Abril de 1944
- Maj Wilhelm Moritz, 18 de Abril de 1944 - 5 de Dezembro de 1944
- Hptm Hubert-York Weydenhammer, 5 de Dezembro de 1944 - 25 de Dezembro de 1944
- Maj Erwin Bacsila, 5 de Janeiro de 1945 - 17 de Fevereiro de 1945
- Olt Oskar Romm, 17 de Fevereiro de 1945 - 25 de Abril de 1945
- Hptm Gerhard Koall, 25 de Abril de 1945 - 27 de Abril de 1945
- Hptm Günther Schack, 1 de Maio de 1945 - 8 de Maio de 1945

Formado em 1 de Junho de 1943 em Neubiberg com:
- Stab IV./JG3 novo
- 10./JG3 novo
- 11./JG3 novo
- 12./JG3 novo

Em 15 de Abril de 1944 se tornou IV. (Sturm)/JG3. O 11./JG3 foi dispensado em 8 de Maio de 1944 e um novo 11./JG3 fio formado a partir do Sturmstaffel 1. Em 10 de Agosto de 1944 foi acrescentado ao 4 staffeln:
- 13./JG3 a partir do antigo 10./JG3
- 14./JG3 a partir do antigo 11./JG3
- 15./JG3 a partir do antigo 12./JG3
- 16./JG3 a partir do 2./JG 51

O 16./JG3 foi dispensado em 10 de Março de 1945.

## Jabostaffel/JG3
Foi ativado em Março de 1942 em San Pietro e anexado ao II./JG3.
A partir de Abril de1942 esteve em Martuba com Bf 109F-2/B, e em 5 de Maio de 1942 foi absorvido pelo 10. (Jabo)/JG 27.

## Ergänzungsgruppe

### Gruppenkommandeure
- Hptm Dr. Albrecht Ochs, 1 de Outubro de 1940 - 16 de Março de 1941
- Hptm Erwin Neuerburg, 16 de Março de 1941 - 24 de Março de 1941
- Maj Alfred Müller, 25 de Março de 1941 - Janeiro de 1942

O Erg.Staffel/JG3 foi formado em Outubro de 1940 em St. Omer-Wizernes. Em Abril de 1941 se tornou Erg.Gruppe com:
- Stab Erg.Gruppe/JG3
- 1. Einsatzstaffel from 10./JG3*
- 2. Ausbildungsstaffel from Erg.Sta./JG3

Em Janeiro de 1942 o 1. Einsatzstaffel/JG3 se tornou 7./JG 5 e em seguida foi reformado.
Foi dispensado em Janeiro de 1942:
- Stab of Erg.Gruppe/JG3 se tornou Stab I./JG3
- 1. Einsatzstaffel/JG3 se tornou 1./JG3
- 2. Ausbildungsstaffel se tornou 1./EJGr.Süd